# Luis de Córdoba (cantaor)
Luis de Córdoba (Posadas, 1950), nombre artístico de Luis Pérez Cardoso, es un cantaor flamenco español.

## Biografía
Nacido en Posadas (Córdoba) en 1950, inició su carrera al ganar el primer premio en el concurso «Cayetano Muriel» de Cabra de 1972. A este éxito se sucedió el logro de la Lámpara Minera, el máximo galardón del Festival del Cante de las Minas, en 1973 y 1974, así como dos premios en el Concurso Nacional de Arte Flamenco de Córdoba de 1974 y 1977. Cuenta con más una docena de trabajos en su discografía.
Es autor de libro El flamenco: tradición y libertad (2001) y en 2009 fue nombrado director de la cátedra de flamencología de la Universidad de Córdoba.